# Paraligusticum discolor
Paraligusticum es un género monotípico de plantas herbáceas perteneciente a la familia de las apiáceas.  Su única especie Paraligusticum discolor , se encuentra en Asia.

## Descripción
Son plantas que alcanzan un tamaño de 0.6-2 m de altura. Con rizoma cilíndrico. El tallo, erecto, estriado, hueco y ramificado, base densamente cubierta de vainas remanentes fibrosas. La hojas basales de 20-40 cm pecíolos; hoja triangular-ovadas, 30-35 × 20-25 cm, ternadas-3-pinnadas, segmentos finales ovados u oblongo-ovadaos, 2-4 × 1-1.5 cm. Las hojas superiores muy reducidas. Las inflorescencias en umbelas de 5-10 cm de ancho, terminales y laterales; con numerosas bractéolas; pedúnculo de 20-40 cm, base de umbelas densamente pubescentes; brácteas 5-8, lineales, de 5-20 mm, con 30-50, rayos extremadamente desiguales, de 3-12 cm. Pétalos blancos, ovales. Fruto oblongo-ovoides, de 4 x 2,5 mm; dorsal y costillas intermedio filiformes, nervios laterales estrechamente alados; vittae 3-4 en cada surco, 8-10 en la comisura. Semilla con cara plana. Fl. y fr. Julio-septiembre.

## Distribución y hábitat
Se encuentra en el matorral montano, a una altitud de 1200 metros en norte de Xinjiang de China y en Kazajistán, Kirguistán, Rusia (Siberia) y Tayikistán.

## Taxonomía
Paraligusticum discolor  fue descrita por  (Ledeb.) V.N.Tikhom. y publicado en Byull. Mosk. Obshch. Ispyt. Prir., Biol. 78(1): 107 (1973).
Sinonimia
- Ligusticum discolor Ledeb. basónimo
- Pleurospermum discolor (Ledeb.) M. Hiroe[4]